# The Hustle
The Hustle és una comèdia estatunidenca de 2019 dirigida per Chris Addison i escrita per Stanley Shapiro, Paul Henning, Dale Launer, i Jac Schaeffer. És el remake de la pel·lícula de 1988 Dirty Rotten Scoundrels, que alhora era un remake de la pel·lícula de 1964 Bedtime Story. És protagonitzada per Anne Hathaway, Rebel Wilson, Alex Sharp, i Dean Norris, i tracta de dues xiques que volen estafar un jove milionari.
La pel·lícula es va estrenar el 10 de maig de 2019, de la mà d'United Artists Releasing, mentre que Universal Pictures va distribuir la pel·lícula als mercats internacionals. La cinta va recaptar 95 milions de dòlars a nivell mundial.

## Repartiment
- Anne Hathaway com a Josephine Chesterfield
- Rebel Wilson com a Penny Rust
- Alex Sharp com a Thomas Westerburg
- Ingrid Oliver com a Brigitte Desjardins
- Emma Davies com a Cathy
- Dean Norris com a Howard Bacon
- Timothy Simons com a Jeremy
- Rob Delaney com a Todd
- Tim Blake Nelson com a Portnoy